# Parallelus rubrolineatus
Parallelus rubrolineatus är en insektsart som beskrevs av Zhang 1990. Parallelus rubrolineatus ingår i släktet Parallelus och familjen dvärgstritar. Inga underarter finns listade i Catalogue of Life.